# Pirata minutus
Pirata minutus är en spindelart som beskrevs av James Henry Emerton 1885. Pirata minutus ingår i släktet Pirata och familjen vargspindlar. Inga underarter finns listade i Catalogue of Life.